# 学情
株式会社学情（がくじょう）は、就職情報サービス会社である。東京都中央区および大阪府大阪市北区に本社（登記上の本店は東京都中央区）を置き、新卒学生向け就職情報サイト「あさがくナビ」、20代の就職・転職活動応援サイト「Re就活」、合同企業セミナー「就職博」などを提供する。
なお、京都府京都市下京区に本社を置く株式会社学生情報センター（がくせいじょうほうせんたー）とは一切関係ない。

## 沿革
- 1976年11月 - 大阪市北区にて創業。
- 1977年11月7日 - 株式会社実鷹企画を設立する。
- 2000年4月 - 商号を株式会社学情に変更する。
- 2002年5月 - 株式をジャスダックに上場する。
- 2005年9月 - 東京証券取引所市場第二部に上場する。
- 2006年10月 - 東京証券取引所市場第一部に上場する。
- 2013年1月 - 朝日新聞社、朝日学生新聞社と資本と業務を提携する。